# Czerwiec 2024

## 30 czerwca
- Święty Synod Bułgarskiej Cerkwi Prawosławnej wybrał metropolitę widyńskiego Daniela na nowego patriarchę[1].

## 28 czerwca
- Odbył się finał konkursu Miss Polonia 2024, który wygrała Maja Klajda[2].

## 26 czerwca
- 21 nowych posłów, którzy objęli mandaty w miejsce parlamentarzystów wybranych w ostatnich wyborach do Parlamentu Europejskiego, złożyło ślubowanie w Sejmie RP[3].
- Miał miejsce pożar zabytkowego pałacu w Jelczu-Laskowicach[4].

## 20 czerwca
- Rada miasta stołecznego Warszawy podjęła jednogłośnie uchwałę o nadaniu tytułu Honorowego Obywatela Miasta Stołecznego Warszawy: Andrzejowi Poczobutowi, Barbarze Gancarczyk, Stefanowi Meissnerowi, Zbigniewowi Rylskiemu i Annie Stupnickiej-Bando[5][6][7].

## 16 czerwca
- Miał miejsce pożar zabytkowego kościoła św. Heleny w Nowym Sączu, w wyniku którego zwęgleniu uległa część prezbiterium[8].
- Miał miejsce pożar Pałacu Stolbergów we Wrocławiu[9], w wyniku którego doszczętnie spłonęło wnętrze budowli – ocalały jedynie ściany zewnętrzne[10][11].
- W Warszawie odbył się XIX Marsz dla Życia i Rodziny[12].

## 15 czerwca
- W Warszawie odbyła się Parada Równości, w której wzięło udział ok. 20 tys. osób[13].
- W bazylice Bożego Miłosierdzia w Krakowie–Łagiewnikach odbyła się uroczystość beatyfikacyjna ks. Michała Rapacza, której w imieniu papieża Franciszka przewodniczył kard. Marcello Semeraro, prefekt Dykasterii Spraw Kanonizacyjnych[14].

## 12 czerwca
- Zakończyły się Mistrzostwa Europy w Lekkoatletyce, rozgrywane w Rzymie. W klasyfikacji medalowej triumfowała reprezentacja Włoch[15].

## 10 czerwca
- W Polsce, w mieście Skarżysko-Kamienna, doszło do eksplozji w fabryce broni Mesko. Zginął jeden z pracowników zakładu, a kilku zostało rannych. Zakład zajmuje się produkcją broni m.in. na potrzeby armii ukraińskiej[16][17].

## 9 czerwca
- W dniach 6–9 czerwca, odbyły się wybory do Parlamentu Europejskiego[18][19].
- W wieku 56 lat zmarła Beata „Kruszyna” Maksymow, dwukrotna mistrzyni świata w judo[20].
- Zakończyła się 123. edycja wielkoszlemowego turnieju tenisowego French Open. Triumfatorami turniejów gry pojedynczej zostali Iga Świątek (wśród kobiet) i Carlos Alcaraz (wśród mężczyzn)[21][22].

## 7 czerwca
- W katastrofie pilotowanego przez siebie samolotu Beechcraft T-34 Mentor zginął 90-letni William Anders, astronauta misji Apollo 8, autor słynnego zdjęcia Wschód Ziemi[23].

## 6 czerwca
- Zmarł żołnierz 1 Warszawskiej Brygady Pancernej, Mateusz Sitek, który 28 maja tego roku został ugodzony nożem w klatkę piersiową przez migranta na granicy polsko-białoruskiej, w okolicy Dubiczów Cerkiewnych. Żołnierz został pośmiertnie odznaczony złotym medalem i awansowany do stopnia sierżanta przez Ministra Obrony Narodowej, Władysława Kosiniaka-Kamysza[24][25].

## 5 czerwca
- Rozpoczęła się pierwsza załogowa misja statku kosmicznego Boeing Starliner, na pokładzie którego dwójka astronautów poleciała w kierunku Międzynarodowej Stacji Kosmicznej[26].
- Rosyjski kosmonauta Oleg Kononienko stał się pierwszym człowiekiem, który spędził 1000 dni w przestrzeni kosmicznej[27].

## 4 czerwca
- Erupcja wulkanu Kanlaon w środkowych Filipinach spowodował ewakuację i zawieszenie działalności miasta Canlaon[28].
- Sonda Chang’e 6 należąca do Chińskiej Narodowej Administracji Kosmicznej wystartowała z powierzchni ciemnej strony Księżyca, przewożąc próbki księżycowej gleby i skał z powrotem na Ziemię[29].

## 3 czerwca
- Ponad 211 osób zmarło, a prawie 25 tys. doznało udaru cieplnego w związku z silną falą upałów w Indiach[30][31].
- Co najmniej 11 osób zginęło w wyniku dwóch tornad w południowoafrykańskiej prowincji KwaZulu-Natal[32].

## 2 czerwca
- Chińska misja eksploracyjna Chang’e 6, mająca na celu zebranie skał księżycowych, pomyślnie wylądowała na niewidocznej stronie Księżyca[33].

## 1 czerwca
- Łódź przewożąca 25 osób wywróciła się we wschodnim Afganistanie, zabijając co najmniej 20 z nich[34].
- Inwazja Rosji na Ukrainę: Rosja przeprowadziła ataki rakietowe i dronów na całą Ukrainę, raniąc co najmniej cztery osoby i uszkadzając infrastrukturę krytyczną, w tym obiekty energetyczne. Ukraina podała, że zestrzeliła 35 z 53 rakiet i 46 z 47 dronów[35].
- W finale Ligi Mistrzów UEFA klub Real Madryt pokonał wynikiem 2:0 Borussię Dortmund, dla Realu Madryt było to 15. zwycięstwo w Lidze Mistrzów[36].